# فرودگاه گلاسگو
فرودگاه گلاسگو (به انگلیسی: Glasgow Airport (U.S.)) (به زبان بومی: Wokal Field) یک فرودگاه همگانی بهره‌برداری هوایی با کد یاتا GGW است که یک باند فرود آسفالت دارد و طول باند آن ۱۵۲۴ متر است. این فرودگاه در کشور ایالات متحده آمریکا قرار دارد و در ارتفاع ۷۰۰ متری از سطح دریا واقع شده‌است.